# Кыддзявидзь
Кыддзявидзь (от коми кыддза — берёзовый и видз — луг, покос, пожня) — посёлок на правом берегу реки Луза в Прилузском районе Республики Коми. Входит в состав сельского поселения Вухтым.
В поселке есть 2 продуктовых магазина, начальная школа-детский сад, фельдшерский пункт и одна детская площадка перед школой в центре.
В Кыддьзявидзе ведётся заготовка леса, чем и живёт поселок.
В селе нет главы, глава находится в селе Вухтым.
Поселок находится в 21 км от села Объячево и в 9 км от поселка Вухтым.